# Saint-Jean-de-Fos
Saint-Jean-de-Fos település Franciaországban, Hérault megyében. Lakosainak száma 1743 fő (2022. január 1.). Saint-Jean-de-Fos Aniane, Gignac, Lagamas, Montpeyroux és Saint-Guilhem-le-Désert községekkel határos.

## Népesség
A település népessége az elmúlt években az alábbi módon változott:
| Lakosok száma | 939  | 905  | 1011 | 1422 | 1611 | 1648 | 1696 | 1727 | 1742 | 1743 |
|               | 1968 | 1982 | 1990 | 2006 | 2013 | 2015 | 2017 | 2019 | 2020 | 2022 |